# Lia Amanda
Lia Amanda (eigentlich Lia Molfesi; * 2. September 1932 in Rom) ist eine italienische Schauspielerin.

## Leben
Amanda ist die Tochter des Schauspielers Mario Molfesi und debütierte mit ihrem tatsächlichen Namen als Tochter Totòs in Totò cerca casa. Für die Hauptrolle des zwei Jahre darauf entstandenen Cento piccole mamme wählte sie ihren Künstlernamen und verfolgte damit eine erfolgreiche, allerdings nur vier Jahre währende Karriere, in der sie, wie in einer Episode von Tre storie proibite, ihre dramatischen Fähigkeiten unter Beweis stellte. Auf dem Filmfestival von Punta del Este erklärte sie 1955 ihren Rückzug vom Filmgeschäft, nachdem sie mit Arnaldo Carraro liiert war, einem argentinischen Millionenerben.

## Filmografie (Auswahl)
- 1951: Sturm im Mädchenpensionat (Cento piccole mamme)
- 1952: Hemmungslos – Drei verbotene Geschichten (Tre storie proibite)
- 1954: Der Graf von Monte Christo (Le Comte de Monte-Cristo)
- 1954: Gewalt am See (Violenza sul lago)